# 史提芬·莫斯利
史提芬·莫斯利（英語：Stephen Mosley，1972年6月22日—）是一位英格蘭政治人物，他的黨籍是保守黨。在2010年至2015年年開始，他擔任切斯特市選區選出的英國下議院議員。他畢業於諾丁漢大學。